# Meopta
Meopta è un'azienda ceca che produce sistemi ottici di precisione, destinati ad applicazioni civili (sportive, mediche e scientifiche) e militari. Produceva anche ingranditori, fotocamere, cineprese e proiettori.

## Storia
Fondata nel 1933 a Přerov (Cecoslovacchia), con il nome Optikotechna, dal Dr. Alois Mazurek e dall'Ing. Alois Beneš, produsse inizialmente ottiche per ingranditori. La ditta assunse il nome attuale Meopta nel 1946. Dal 1992 iniziò la collaborazione con la "TCI" di New York (nata nel 1960 come "Tyrolit Company"), che divenne sua consociata nel 2005 con il nome "Meopta USA".
La Meopta costruì ingranditori, binocoli, cannocchiali, telescopi, proiettori 35 mm, cineprese (progettate a Brno da Jindrich Suchanek) e proiettori per il passo ridotto, proiettori di diapositive e fotocamere.
A partire dagli anni sessanta la Meopta realizzò un visore stereoscopico chiamato Meoskop, una delle imitazioni più apprezzate e diffuse del ben noto View-Master statunitense. I dischetti prodotti per questo sistema, perfettamente interscambiabile con quelli View-Master, offrono uno spaccato della vita oltre cortina dagli anni sessanta agli anni ottanta.

## Produzione

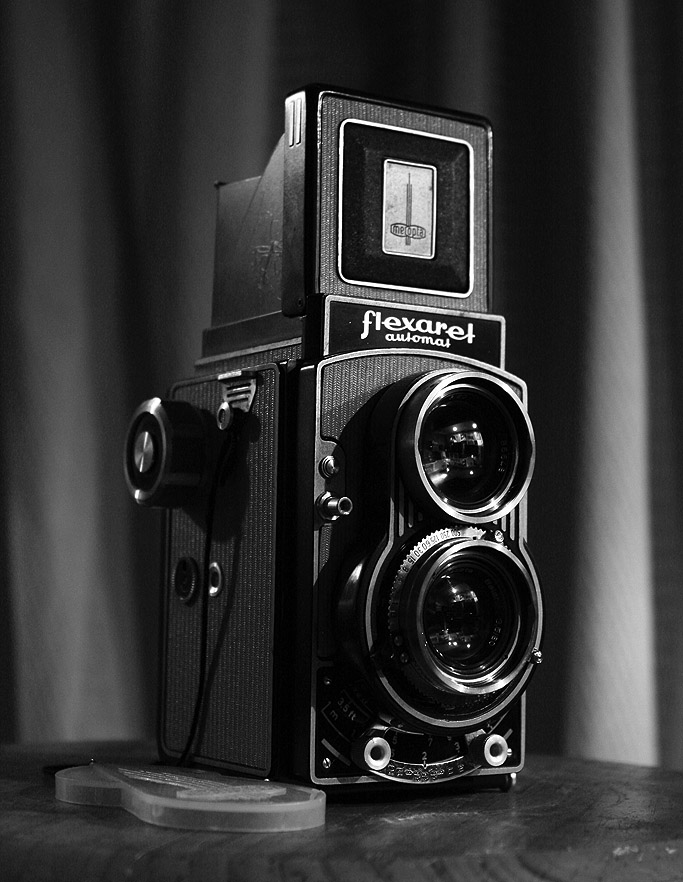
Flexaret VII Automat 1967
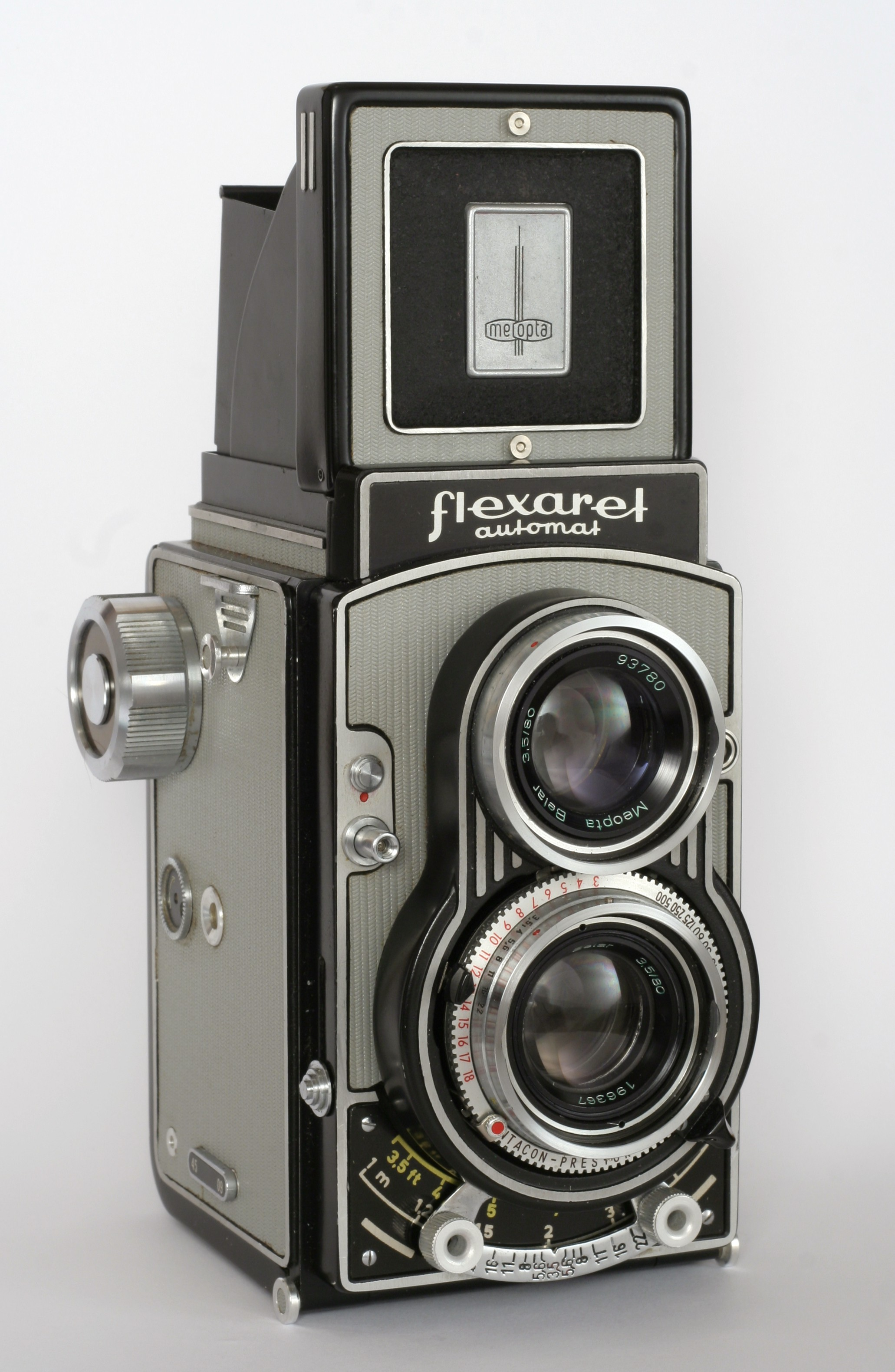
Fotocamera reflex "Flexaret 7" (1963)]
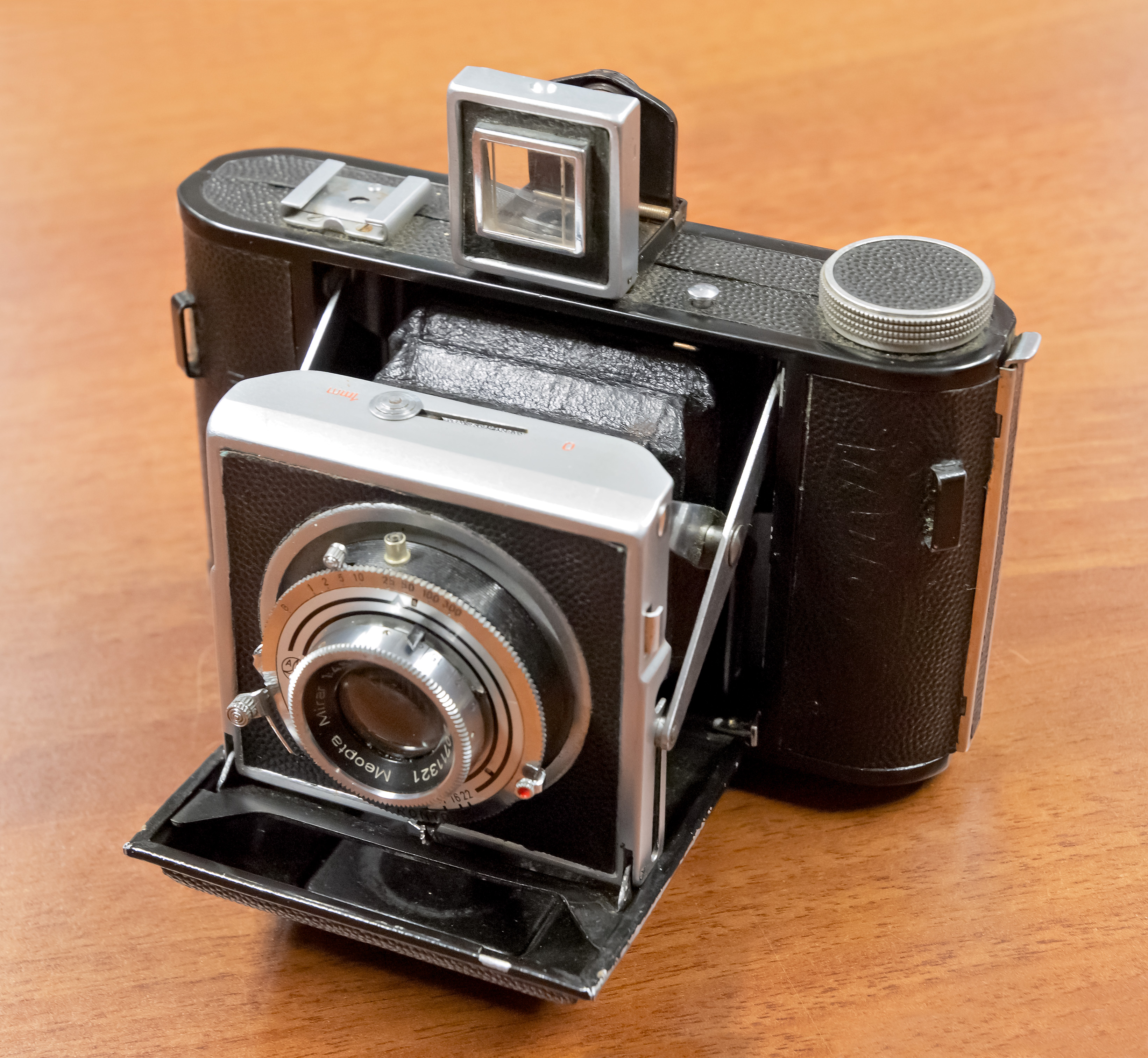
Milona
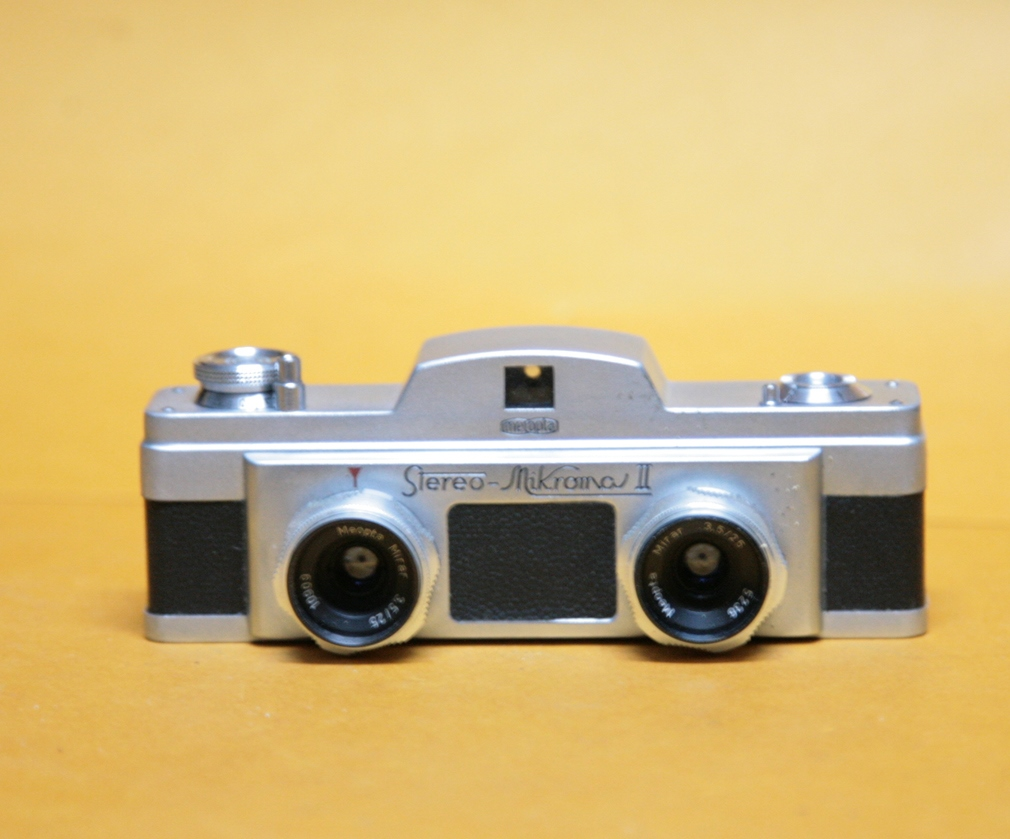
Mikroma II 1965 stereo camera 16 mm viewfinder
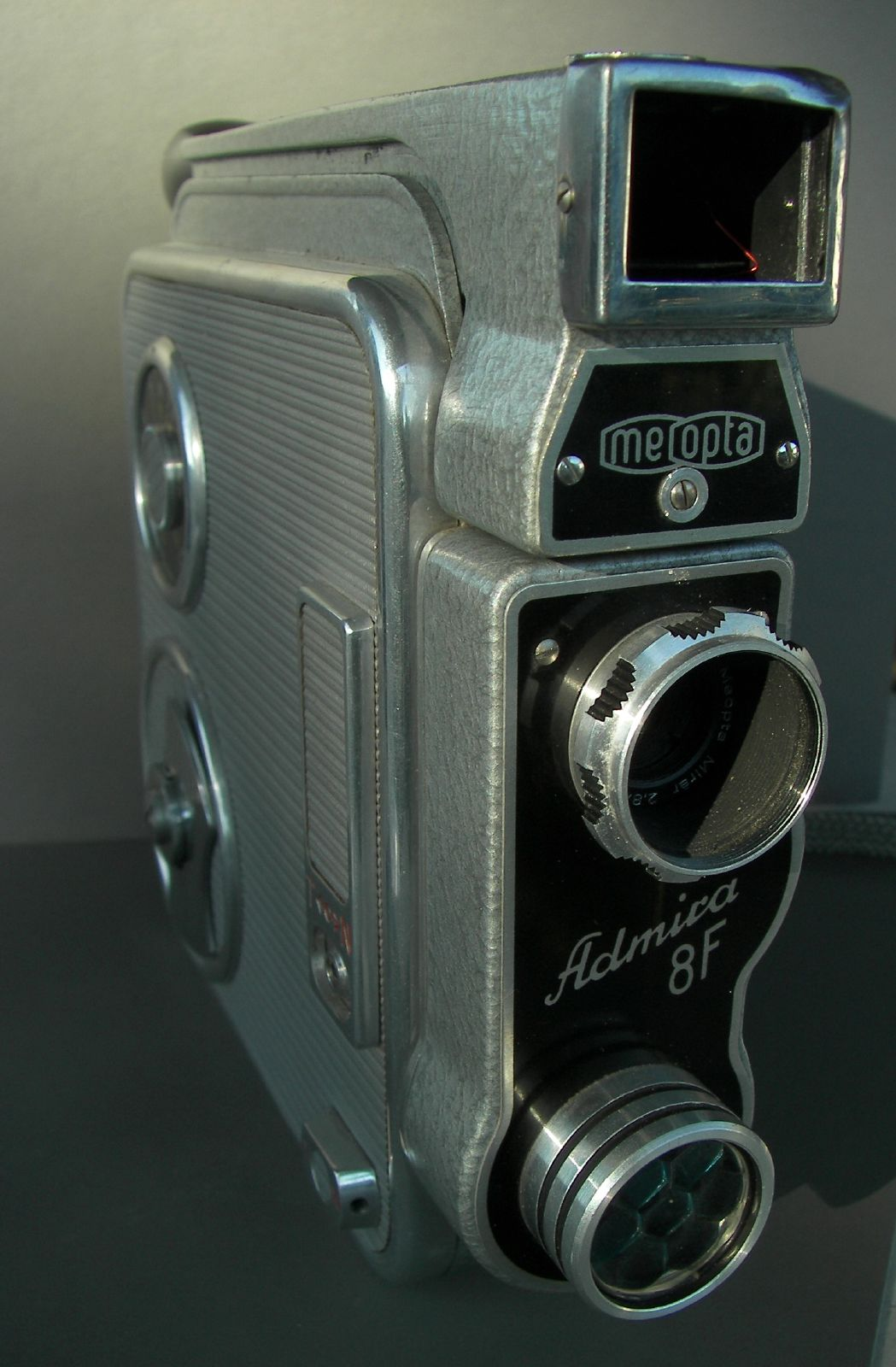
Cinepresa 8mm "Admira 8F" (1960)
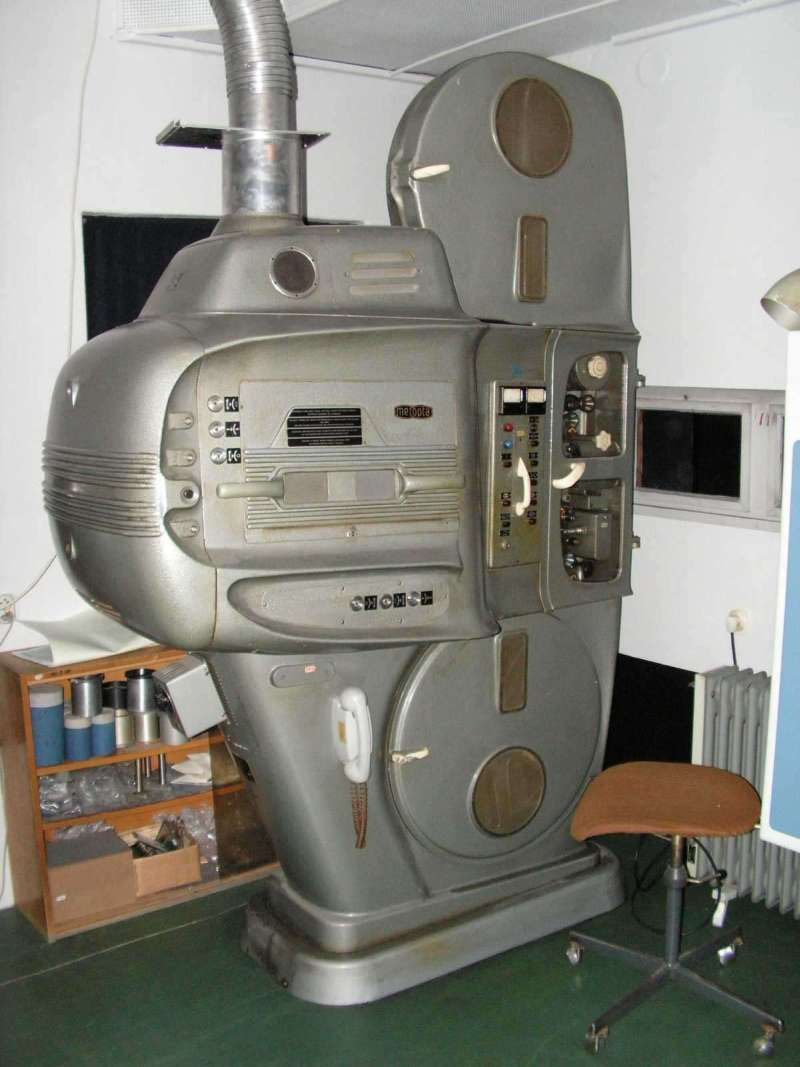
Meopton UM 70/35

### Fotocamere
TLR 6x6
- Flexette
- Autoflex
- Optiflex
- Flexaret II
- Flexaret III
- Flexaret IV
- Flexaret V
- Flexaret Standart
- Flexaret automat VI
- Flexaret automat VII

Folding 6x6
- Milona

Lenti intercambiabili (viewfinder/rangefinder) 35mm
- Opema I/II

Lenti fisse 35mm
- Optineta
- Etareta

Stereo 35mm
- Stereo 35

16mm Subminiature
- Mikroma series[8]

Grande formato 13x18
- Magnola

### Cineprese
Cineprese 8 mm 
- OP 8 (1939)
- Sonet 8 (1956)
- Admira 8 D (1946–47)
- Admira 8 IIa (1954)
- Admira 8 F (1960–64)
- Admira EL 8 (1960) - one and only camera having the Zoom lens
- Admira 8 G1 (1966–68)
- Admira 8 G2 (1966)
- Admira 8 G0 (1968–73)
- Admira 8 G1 Supra (1968–71)
- Admira 8 G2 Supra (1968–71)
- Admira 8 L1 Supra (1971)
- Admira 8 L2 Supra (1971)

Supra is an indication for Super 8.
Cineprese 9.5 mm
- Admira Ledvinka (Pocket) (1934)

Cineprese 16 mm 
- Admira 16 (1937)
- Admira 16 A1 el. (1963–68)

### Cine proiettori
'8 mm and 9.5 mm Proiettori
- Scolar (1934)
- Sonet 8 (1938)
- OP 8 (1936)
- Optilux (1945–50)
- Jubilar 9.5 (1945–50)
- Atom (1940–45)
- Meo 8 (1954–60)
- AM 8 (1960–69)
- Meocord (1966–67)
- AM 8 Super (1967–70)
- Meolux I (1969)
- Meolux II (1972–77)
- Meos (1978)
- Meos Duo (1977–86)
- KP 8-2 Super (1976–80)

16 mm Proiettori
- OP16 silent and sound (1938)
- OP 16 (1951)
- Opefon (1945)
- Almo 16 (1936)
- Pictureta (1936)
- Meopton I (1945–50)
- Meopton II (1945–50)
- Meopton IIa (1966)
- Club 16 (1962–63)
- Meoclub 16 (1965)
- Meoclub 16 Automatic (1968)
- Meoclub 16 Automatic H (1970)
- Meoclub 16 Standard (1974–78)
- Meoclub 16 Electronic (1980–84)
- Meoclub 16 AS 2 (1982–84)
- Meoclub 16 Electronic 2 (1984)

35 mm Proiettori
- Eta 7 (1947)
- Meopton III (1955–57)
- Meopton IV (1959) - IV S with magnetic soundhead
- UM 70/35 (1963–73)
- MEO 5X series (1978-?)